# Amt Uslar
Das Amt Uslar war ein historischer Verwaltungsbezirk des Fürstentums Göttingen, später des Königreichs Hannover bzw. der preußischen Provinz Hannover.

## Geschichte
Das Amt Uslar entwickelte sich aus der Konsolidierung der Herrschaftsrechte um die in der zweiten Hälfte des 13. Jahrhunderts durch die Welfen errichteten Burg Uslar. Das Amtsgebiet, dessen Mittelpunkt später die Stadt Uslar bildete, erstreckte sich südlich des Solling. 1833 wurde es um das Dorf Fürstenhagen erweitert, 1852 um die bis dahin amtsfreie Stadt Uslar.
1852 wurde das Amt Uslar mit den Ämtern Nienover und Lauenförde vereinigt. Die Gemeinden Offensen und Fürstenhagen fielen an das neugebildete Amt Adelebsen, Espol an das Amt Moringen. 1859 wurde das Amt Adelebsen aufgehoben und an Uslar angegliedert. Ebenso kam das Dorf Schlarpe (bisher zum Amt Hardegsen) an das Amt Uslar. 1885 erfolgte die Überführung in die Kreisverwaltung (Kreis Uslar).

## Gemeinden
1885 umfasste das Amt folgende Gemeinden:
| - Adelebsen (*) - Ahlbershausen - Allershausen - Barterode (*) - Bodenfelde - Bollensen - Kammerborn - Delliehausen - Dinkelhausen | - Eberhausen (*) - Erbsen (*) - Eschershausen - Fehrlingsen (*) - Fürstenhagen (*) - Gierswalde - Güntersen (*) - Lauenförde | - Lödingsen (*) - Neuhaus im Solling - Nienover - Offensen (*) - Schlarpe (**) - Schönhagen - Schoningen - Silberborn | - Sohlingen - Uslar - Vahle - Verliehausen - Volpriehausen - Wahmbeck - Wibbecke (*) - Wiensen |

(*) aus dem ehemaligen Amt Adelebsen; (**) aus dem ehemaligen Amt Moringen.
- Karte mit allen verlinkten Seiten:
- OSM |
- WikiMap

## Amtmänner
- vor 1596: Johann Spangenberg (1527–1596),  Braunschweigisch-Lüneburgischer Amtmann in Haeste (Harste) und Wibrechtshausen
- 1614–1619: Georg von Bodungen (1572–1655)
- 1623–1626: Georg von Bodungen
- 1682–1699: Justus Schlemm (1646–1707), Amtmann
- 1800–1814: Rabe, Amtmann
- 1814–1815: vakant
- 1816–1823: Johann Friedrich Ludowieg, Amtmann
- 1824–1836: Rudolph Flügge, Amtmann
- 1837–1841: Franz Kramer, Amtmann
- 1841–1842: Johann Eberhard Stüve, Amtmann
- 1842–1843: Georg Carl Hermann Wilhelm Schreiber, Amtmann
- 1844–1853: Gerard de Potere, Amtmann
- 1853–1854: Otto Gustav Hesse, Amtsassessor (auftragsweise)
- 1854–1855: Carl Hermann Ruscher, Amtmann
- 1855–1859: Ludwig Kuckuck gen. Walden, Amtmann
- 1859–1868: Carl Philipp Adam Deichmann, Amtmann, ab 1862 Oberamtmann
- 1868: William Großkopf (vertretungsweise)
- 1868–1870: Georg Wulbrand Bock von Wülfingen, Amtmann
- 1870–1873: Carl Heinrich Ludwig von Horn, Amtmann
- 1873–1874: Johann Heinrich von Halem, Amtmann